# Антистрептолизин О
Антистрептолизин О (акроним АСЛ O, англ. ASLO) — представляет собой антитело, синтезированное организмом против одного из антигенов стрептококка стрептолизина O — иммуногенного, кислородно-лабильного стрептококкового гемолитического экзотоксина, продуцируемого большинством штаммов стрептококков группы A и многих штаммов групп C и G. Литера «O» в названии обозначает кислородно-лабильный (в отличие от другого, стрептолизинового токсина, устойчивого к действию кислорода — стрептолизина S). Основа патогенеза стрептолизина O заключается в развитии гемолиза (нарушения целостности эритроцитов — красных кровяных телец), в частности, бета-гемолиза. Таким образом, титр ASLO в сыворотке венозной крови пациента, взятой утром натощак, является маркером бактериальных инфекционных процессов, вызываемых стрептококками группы А.
Как правило, положительным считается тест, результат которого превышает 200 ЕД/мл, однако референсные значения варьируют в зависимости от возраста исследуемого и лаборатории, выдавшей результат.
Процент ложно отрицательных результатов достигает 20—30 %. В случае возникновения подозрений на ложно отрицательный результат теста, следует определить титр антител против дезоксирибонуклеазы В (АТ-ДНКазы В), который являются количественной мерой определения наличия серологических антител, полученных от пациентов, подозреваемых в наличии недавней бактериальной инфекции, вызванной стрептококками группы А (бета-гемолитическими), например пиогенным стрептококком (лат. Streptococcus pyogenes).
Ложно положительные результаты могут быть получены при заболеваниях печени и наличии туберкулёза.